# Daniel Erlandsson

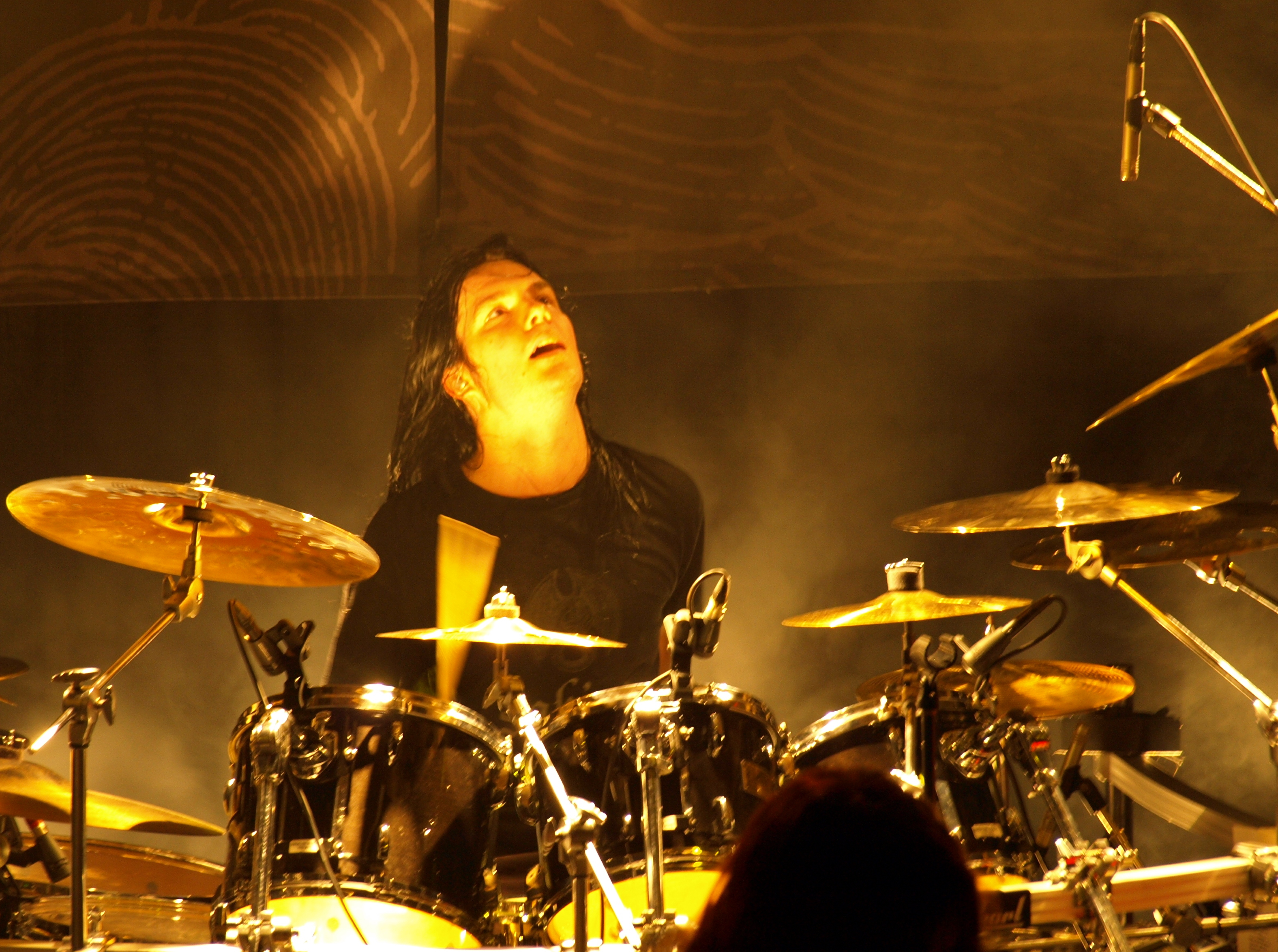
Daniel Erlandsson in 2008.

Daniel (John) Erlandsson (Malmö, 22 mei 1976) is een Zweeds drummer die vooral bekend is van de melodic deathmetalband Arch Enemy. Hij is de jongere broer van Adrian Erlandsson, bekend van onder andere At The Gates en Cradle of Filth. Voor Erlandsson bij Arch Enemy kwam, heeft hij voor verschillende bands gedrumd. Waaronder In Flames, Eucharist, Liers in Wait, Diabolique. Ook heeft hij mee gespeeld in Christopher Amotts band Armageddon.
Erlandsson en zijn broer begonnen bijna gelijktijdig op een jonge leeftijd te drummen. In 1996 richtte Erlandsson samen met de gebroeders Michael en Christopher Amott en Johan Liiva Arch Enemy op, waar hij tot op heden nog altijd bij speelt. Erlandsson is samen met Michael het enige originele lid dat de band nooit heeft verlaten. Christopher is ook een origineel bandlid, maar tussen de albums Doomsday Machine en Rise of the Tyrant verliet hij deze de band.
Erlandsson is, samen met Michael Amott, betrokken bij de reünie van Carcass, Amotts vorige band.
- International Standard Name Identifier: 0000 0000 5737 8515
- MusicBrainz: 807c9a0d-fb98-49a4-a4ea-4e970151acc3
- Nationale Bibliotheek van Tsjechië: xx0087848
- Virtual International Authority File: 85884680